# فرودگاه سدونا
فرودگاه سدونا (به انگلیسی: Ceduna Airport) یک فرودگاه با کد یاتا CED است که یک باند فرود آسفالت دارد و طول باند آن ۱۷۴۰ متر است. این فرودگاه در کشور استرالیا قرار دارد و در ارتفاع ۲۳ متری از سطح دریا واقع شده‌است.

## شرکت‌های هواپیمایی و مقصدهای پروازی
| شرکت‌های هواپیمایی       | مقصدهای پروازی |
| ----------------------- | -------------- |
| رجیونال اکسپرس ایرلاینز | آدلاید         |